# وان باسو أديلانت
وان باسو أديلانت  UN PASO ADELANTE أو وان دوس تريس بالعربية واحد اثنان ثلاثة هو مسلسل إسباني عرض في دول عديدة مثل صربيا ، فرنسا ، ألمانيا ، إيطاليا والمغرب دون أن ننسى إسبانيا .

## القصة
حياة مجموعة من الشبان داخل فضاء مدرسة عليا لتعلم قواعد ومهارات الرقص الاحترافي. لكل فرد من المجموعة طابعه الخاص وسلوكه الخاص، وهذا ما يخلق جوا من الشد والجذب بين أفراد المجموعة.
لا تقف العلاقة بين هؤلاء الشبان عند مستوى الموسيقى والرقص فحسب، بل تمتد العلاقة إلى مستويات الحب والحزن والفرح، وغيرها من الأحاسيس

## روابط خارجية
- وان باسو أديلانت على موقع IMDb (الإنجليزية)
- وان باسو أديلانت على موقع فيلمافينيتي (الإسبانية)
- وان باسو أديلانت على موقع كينوبويسك (الروسية)
- وان باسو أديلانت على موقع ألو سيني (الفرنسية)
- وان باسو أديلانت على موقع قاعدة بيانات الفيلم (الإنجليزية)